# Чарда
Чарда е село в Югоизточна България. То се намира в община Стралджа, област Ямбол.

## География
Село Чарда е малко и китно селце в близост до град Ямбол. Землището на селото се намира край река Мочурица и се характеризира с равнинен релеф и плодородни почви.
По-големите местности в с. Чарда са: Бозалъка, Канарата, Комсаля, Адите, Гичова могила, Ветите лозя, Алтънтарла, Одунюолу, Кованълка, Кованлъшкото дере, Каменния кайнак, Чаирите, Кабата.

## История
Старото име на село е Суруджали (Сюрюджали). След това то носи името Чардак, от където произлиза и днешното име на селото. Няма точна дата, която да доказва кога е създадено селото.

## Население
Населението на селото е основно българско, а чардалии са известни със своята любезност и добрина. В селото не живеят семейства от ромски произход.

## Икономика
Основен поминък в селото е селското стопанство. Растениевъдството е силно застъпено, заради отличните почвено-климатични условия. В землището на селото се отглеждат житни култури. През 20 век в селото са се отглеждали култури като ориз, памук. Заради добрите поливни възможности и няколко водосборни обекта, поливното земеделие също е било добре застъпено.
В селото е оперирало ТКЗС. Към момента има кооперация, която обработва земя в землището на селото.
В с. Чарда няма индустриално производство.
В с. Чарда няма хотел/къщи за гости.

## Културни и природни забележителности
В селото има изградена църква „Св. Успение Богородично“, който беше открит и осветен през септември 2009 г. Преди това в селото никога не е имало религиозен храм. Църквата е била изградена единствено благодарение на дарения.
В селото има активно читалище – Читалище „Пробуда“, което организира и поддържа културния живот на селото. Към читалището има хор за народни песни, клуб на пенсионера, библиотека.
В село Чарда се намира родната къща на певицата Славка Калчева.

## Редовни събития
- Кукерския празник (Кукеровден) на село Чарда е всяка последна събота и неделя на месец януари. Коледаров ден, Лазаров ден и др.

## Личности
Родени в Чарда
- Славка Калчева (р. 1954), народна певица